# Zetazeroalfa
Zeta Zero Alfa es una banda de Rock italiana cuyos integrantes son miembros activos de la organización Casa Pound.

## Discografía

### Álbumes propios
- Boicotta (1997)
- La Dittatura del Sorriso (1999)
- Kriptonite (2000)
- Fronte dell'Essere (2002)
- Tante Botte - Live in Alkatraz (2005)
- La Ballata dello Stoccafisso  (2007)
- EstremoCentroAlto (ZZA Divisione RUMOre) (2007)
- Disperato Amore (2010)
- Morimondo (2017)[1]

### Recopilatorios
- Mighty killers (1998) CD - Mighty
- Il ghigno feroce del Natale (1999) CD - Rupe Tarpea Productions/Perímetro
- Panique médiatique (2000) CD - Rupe Tarpea Productions/Perímetro
- Vox Europa II (2001) CD - Rupe Tarpea Productions/Perímetro
- Tutti a casa! Ain Soph tribute (2003) CD - Hau Ruck! S.P.Q.R.
- Ain Soph songs (2003) 7" picture disc - Hau Ruck!
- Der Blutharsch/Zetazeroalfa (2003) 7" - W.K.N. (Wir Kapitulieren Niemals)
- Legione motorizzata Fratelli Omunghus (2004) LP picture disc - Rupe Tarpea Productions/Perímetro
- L'ora della verità (2006) CD - Rupe Tarpea Productions/Perímetro
- Rock per la verità (2006) CD - Rupe Tarpea Productions/Perímetro
- Nel dubbio mena (2006) CD - Rupe Tarpea Productions/Perímetro
- Skadafascio (2007) CD - Rupe Tarpea Productions/Perímetro
- European revolution (2007) CD - Rupe Tarpea Productions/Perímetro, RACords, Alternative S e Fenris
- Summerfest 2007 - 14th July 2007 (2008) - Veneto Fronte Skinheads